# Жевахов, Филипп Семёнович
Князь Филипп Семёнович Жевахов (1752 — после 1817) — российский военачальник эпохи наполеоновских войн, генерал-майор.

## Биография
Сын кобеляцкого дворянина Семёна Жевахова Филипп — родился в 1752 году; происходил из грузинских князей.
В 1766 году в четырнадцатилетнем возрасте поступил на воинскую службу в Сумской гусарский полк в звании вахмистра.
После этого последовательно нёс службу в Харьковском 4-м уланском, Изюмском 11-м гусарском, Ахтырском 12-м гусарском и Лейб-Гусарском полках Русской императорской армии.
В 1771 году Жевахову было присвоено звание прапорщика. Он принимал участие в обеих русско-турецких войнах XVIII века.
В 1790 году Жевахов был произведён в полковники и в этом звании он прослужил по 1801 год включительно, пока не был отправлен в отставку с присвоением звания генерал-майора.
После ухода со службы Ф. С. Жевахов проживал в селе Белики Кобелякского уезда Полтавской губернии.
Начавшаяся Отечественная война 1812 года вынудила верного присяге отставного генерала вновь взяться за оружие и возглавить Полтавское ополчение, которое в 1813 году объединилось в корпусом генерала Семёна Лукича Радта, осаждавшего Замостье. Со своими солдатами Жевахов оставался до конца, вплоть до роспуска ополчения. В 1814 году вернулся домой. Его портрет помещён в Военной галерее Зимнего дворца.
Точная дата смерти Филиппа Семёновича Жевахова неизвестна, известно лишь, что он умер не ранее 1817 года.

## Награды
Получил орден Св.Анны 3-й степени, рос.орден Св. Владимира 4-й степени